# Mistrzostwa Japonii w Łyżwiarstwie Figurowym 2015
Mistrzostwa Japonii w łyżwiarstwie figurowym 2015 – 83. zawody mające na celu wyłonienie najlepszych łyżwiarzy figurowych w Japonii. W ramach mistrzostw Japonii rozgrywano m.in.:
- Mistrzostwa Japonii Seniorów – 25–29 grudnia 2014 w Nagano,
- Mistrzostwa Japonii Juniorów – 22–24 listopada 2014 w Niigacie.

## Wyniki

### Kategoria seniorów

#### Soliści
| Poz.                                 | Zawodnik           | Nota łączna | SP | SP    | FS | FS     |
| ------------------------------------ | ------------------ | ----------- | -- | ----- | -- | ------ |
| 1                                    | Yuzuru Hanyū       | 286,86      | 1  | 94,36 | 1  | 192,50 |
| 2                                    | Shōma Uno          | 251,28      | 3  | 85,53 | 3  | 165,75 |
| 3                                    | Takahiko Kozuka    | 245,68      | 6  | 72,39 | 2  | 173,29 |
| 4                                    | Tatsuki Machida    | 242,61      | 2  | 90,16 | 5  | 152,45 |
| 5                                    | Takahito Mura      | 236,40      | 5  | 78,54 | 4  | 157,86 |
| 6                                    | Sōta Yamamoto      | 206,80      | 7  | 67,19 | 6  | 139,61 |
| 7                                    | Daisuke Murakami   | 202,08      | 4  | 81,26 | 8  | 120,82 |
| 8                                    | Keiji Tanaka       | 187,43      | 9  | 62,83 | 7  | 124,60 |
| 9                                    | Ryūju Hino         | 181,33      | 10 | 61,23 | 9  | 120,10 |
| 10                                   | Hiroaki Satō       | 174,42      | 8  | 66,21 | 14 | 108,21 |
| 11                                   | Daichi Miyata      | 172,79      | 12 | 57,32 | 10 | 115,47 |
| 12                                   | Shu Nakamura       | 170,01      | 11 | 60,07 | 13 | 109,94 |
| 13                                   | Yōji Tsuboi        | 167,10      | 15 | 55,26 | 12 | 111,84 |
| 14                                   | Jun Suzuki         | 166,17      | 17 | 54,34 | 11 | 111,83 |
| 15                                   | Masato Kimura      | 162,33      | 14 | 55,34 | 15 | 106,99 |
| 16                                   | Kohei Yoshino      | 158,60      | 18 | 52,88 | 16 | 105,72 |
| 17                                   | Daisuke Isozaki    | 158,05      | 13 | 56,04 | 17 | 102,01 |
| 18                                   | Kazuki Tomono      | 151,35      | 20 | 51,38 | 18 | 99,97  |
| 19                                   | Ryoichi Yuasa      | 151,19      | 19 | 52,08 | 19 | 99,11  |
| 20                                   | Kosuke Nozoe       | 150,00      | 21 | 51,26 | 21 | 98,74  |
| 21                                   | Eiki Hattori       | 149,32      | 22 | 50,53 | 20 | 98,79  |
| 22                                   | Yuta Onuma         | 147,98      | 16 | 54,32 | 22 | 93,66  |
| 23                                   | Satoshi Nakamura   | 128,40      | 24 | 48,21 | 23 | 80,19  |
| 24                                   | Keiichiro Sasahara | 123,89      | 23 | 49,00 | 24 | 74,89  |
| Nie awansowali do programu dowolnego |                    |             |    |       |    |        |
| 25                                   | Takaya Hashizume   | NQ          | 25 | 46,99 | NQ | NQ     |
| 26                                   | Ryota Katada       | NQ          | 26 | 46,71 | NQ | NQ     |
| 27                                   | Takumi Yamamoto    | NQ          | 27 | 46,08 | NQ | NQ     |
| 28                                   | Jo Matsumura       | NQ          | 28 | 46,00 | NQ | NQ     |
| 29                                   | Rintaro Furuya     | NQ          | 29 | 39,05 | NQ | NQ     |
| 30                                   | Hidetsugu Kamata   | NQ          | 30 | 37,85 | NQ | NQ     |

#### Solistki
| Poz.                                 | Zawodniczka     | Nota łączna | SP | SP    | FS | FS     |
| ------------------------------------ | --------------- | ----------- | -- | ----- | -- | ------ |
| 1                                    | Satoko Miyahara | 195,60      | 2  | 64,48 | 1  | 131,12 |
| 2                                    | Rika Hongo      | 188,63      | 1  | 66,70 | 2  | 121,93 |
| 3                                    | Wakaba Higuchi  | 181,82      | 3  | 64,35 | 3  | 116,85 |
| 4                                    | Yuka Nagai      | 168,55      | 6  | 58,00 | 5  | 110,55 |
| 5                                    | Kanako Murakami | 168,29      | 9  | 57,55 | 4  | 110,74 |
| 6                                    | Kaori Sakamoto  | 167,46      | 7  | 57,81 | 6  | 109,65 |
| 7                                    | Riona Katō      | 165,53      | 5  | 58,10 | 7  | 107,43 |
| 8                                    | Mariko Kihara   | 163,58      | 8  | 57,57 | 8  | 106,01 |
| 9                                    | Mai Mihara      | 158,81      | 13 | 53,23 | 9  | 105,58 |
| 10                                   | Miyu Nakashio   | 158,43      | 4  | 60,07 | 12 | 98,36  |
| 11                                   | Haruka Imai     | 158,03      | 10 | 56,95 | 11 | 101,08 |
| 12                                   | Miyabi Oba      | 156,35      | 18 | 51,21 | 10 | 105,14 |
| 13                                   | Rin Nitaya      | 150,59      | 12 | 54,69 | 13 | 95,90  |
| 14                                   | Yuki Nishino    | 147,48      | 11 | 55,65 | 16 | 91,83  |
| 15                                   | Yura Matsuda    | 145,05      | 15 | 52,07 | 15 | 92,98  |
| 16                                   | Saya Ueno       | 140,69      | 16 | 51,81 | 18 | 88,88  |
| 17                                   | Ayaka Hosoda    | 139,74      | 20 | 46,17 | 14 | 93,57  |
| 18                                   | Haruna Suzuki   | 137,66      | 14 | 52,83 | 19 | 84,83  |
| 19                                   | Shoko Ishikawa  | 134,99      | 22 | 44,98 | 17 | 90,01  |
| 20                                   | Nana Matsushima | 130,61      | 17 | 51,47 | 21 | 79,14  |
| 21                                   | Ibuki Mori      | 129,78      | 21 | 46,05 | 20 | 83,73  |
| 22                                   | Yuka Kono       | 121,89      | 24 | 43,23 | 22 | 78,66  |
| 23                                   | Kaho Komaki     | 116,35      | 19 | 46,73 | 23 | 69,62  |
| 24                                   | Kako Tomotaki   | 110,84      | 23 | 43,27 | 24 | 67,57  |
| Nie awansowały do programu dowolnego |                 |             |    |       |    |        |
| 25                                   | Hinano Isobe    | NQ          | 25 | 41,03 | NQ | NQ     |
| 26                                   | Hiyori Tokura   | NQ          | 26 | 38,95 | NQ | NQ     |
| 27                                   | Mao Watanabe    | NQ          | 27 | 38,05 | NQ | NQ     |
| 28                                   | Sakura Yamada   | NQ          | 28 | 37,03 | NQ | NQ     |
| 29                                   | Miyuki Takei    | NQ          | 29 | 36,87 | NQ | NQ     |
| 30                                   | Uruha Takahashi | NQ          | 30 | 33,67 | NQ | NQ     |

#### Pary sportowe
| Poz. | Zawodnicy                         | Nota łączna | SP | SP    | FS | FS     |
| ---- | --------------------------------- | ----------- | -- | ----- | -- | ------ |
| 1    | Narumi Takahashi / Ryuichi Kihara | 150,94      | 1  | 50,18 | 1  | 100,76 |

#### Pary taneczne
| Poz. | Zawodnicy                                 | Nota łączna | SD | SD    | FD | FD    |
| ---- | ----------------------------------------- | ----------- | -- | ----- | -- | ----- |
| 1    | Cathy Reed / Chris Reed                   | 146,80      | 1  | 57,18 | 1  | 89,62 |
| 2    | Emi Hirai / Marien de la Asuncion         | 136,80      | 2  | 51,54 | 2  | 85,26 |
| 3    | Kana Muramoto / Hiroichi Noguchi          | 128,28      | 3  | 50,90 | 3  | 77,38 |
| 4    | Kei Nishiura / Kentaro Suzuki             | 103,92      | 4  | 39,76 | 4  | 64,16 |
| 5    | Mei Ito / Kokoro Mizutani                 | 88,96       | 5  | 35,52 | 5  | 53,44 |
| 6    | Nanako Takeda / Kaoru Tsuji               | 84,78       | 6  | 34,48 | 6  | 50,30 |
| 7    | Stephanie Casagrande / Georgiy Chernyshow | 74,46       | 7  | 30,18 | 7  | 44,28 |

### Kategoria juniorów

#### Soliści
| Poz.                                 | Zawodnik           | Nota łączna | SP | SP    | FS | FS     |
| ------------------------------------ | ------------------ | ----------- | -- | ----- | -- | ------ |
| 1                                    | Shōma Uno          | 210,72      | 1  | 82,72 | 2  | 128,00 |
| 2                                    | Sōta Yamamoto      | 202,50      | 2  | 67,81 | 1  | 134,69 |
| 3                                    | Shu Nakamura       | 184,08      | 3  | 61,63 | 3  | 122,45 |
| 4                                    | Kazuki Tomono      | 177,23      | 4  | 58,38 | 4  | 118,85 |
| 5                                    | Daichi Miyata      | 169,92      | 5  | 57,68 | 7  | 112,24 |
| 6                                    | Hidetsuku Kamata   | 168,61      | 7  | 53,30 | 6  | 115,31 |
| 7                                    | Taichiro Yamakuma  | 166,01      | 10 | 49,28 | 5  | 116,73 |
| 8                                    | Kousuke Nakano     | 160,09      | 6  | 54,83 | 8  | 105,26 |
| 9                                    | Tsunehito Karakawa | 153,05      | 13 | 48,89 | 9  | 104,16 |
| 10                                   | Kento Kobayashi    | 151,63      | 16 | 48,12 | 10 | 103,51 |
| 11                                   | Sei Kawahara       | 150,94      | 9  | 50,14 | 12 | 100,80 |
| 12                                   | Ryo Sagami         | 149,39      | 11 | 49,15 | 13 | 100,24 |
| 13                                   | Kento Kajita       | 146,35      | 24 | 45,11 | 11 | 101,24 |
| 14                                   | Junya Watanabe     | 144,83      | 23 | 45,83 | 14 | 99,00  |
| 15                                   | Kotaro Takeuchi    | 144,36      | 14 | 48,80 | 15 | 95,56  |
| 16                                   | Koshiro Shimada    | 143,03      | 8  | 51,47 | 19 | 91,56  |
| 17                                   | Genki Suzuki       | 142,11      | 19 | 46,76 | 16 | 95,35  |
| 18                                   | Junsuke Tokikuni   | 140,64      | 12 | 48,98 | 18 | 91,66  |
| 19                                   | Naoki Oda          | 140,13      | 21 | 46,38 | 17 | 93,75  |
| 20                                   | Yoji Nakano        | 138,44      | 17 | 47,98 | 20 | 90,46  |
| 21                                   | Shion Kamada       | 130,87      | 18 | 47,89 | 21 | 83,58  |
| 22                                   | Naoya Watanabe     | 129,26      | 20 | 46,49 | 22 | 82,77  |
| 23                                   | Kazuki Kushida     | 125,72      | 15 | 48,68 | 24 | 77,04  |
| 24                                   | Yuto Kishina       | 123,53      | 22 | 46,38 | 23 | 77,15  |
| Nie awansowali do programu dowolnego |                    |             |    |       |    |        |
| 25                                   | Shingo Nishiyama   | NQ          | 25 | 43,92 | NQ | NQ     |
| 26                                   | Takayuki Yamamoto  | NQ          | 26 | 42,55 | NQ | NQ     |
| 27                                   | Kakeru Saitoh      | NQ          | 27 | 40,95 | NQ | NQ     |
| 28                                   | Reo Ishizuka       | NQ          | 28 | 40,30 | NQ | NQ     |
| 29                                   | Kanata Mori        | NQ          | 29 | 40,25 | NQ | NQ     |
| 30                                   | Sena Miyake        | NQ          | 30 | 39,86 | NQ | NQ     |

#### Solistki
| Poz.                                 | Zawodnik         | Nota łączna | SP | SP    | FS | FS     |
| ------------------------------------ | ---------------- | ----------- | -- | ----- | -- | ------ |
| 1                                    | Wakaba Higuchi   | 187,95      | 1  | 63,98 | 1  | 123,97 |
| 2                                    | Kaori Sakamoto   | 168,82      | 4  | 57,35 | 3  | 111,47 |
| 3                                    | Yuka Nagai       | 168,74      | 2  | 61,49 | 4  | 107,25 |
| 4                                    | Marin Honda      | 167,92      | 7  | 53,09 | 2  | 114,83 |
| 5                                    | Yuna Aoki        | 163,68      | 3  | 60,37 | 6  | 103,31 |
| 6                                    | Yura Matsuda     | 155,00      | 5  | 56,41 | 9  | 98,59  |
| 7                                    | Mai Mihara       | 154,60      | 6  | 53,47 | 8  | 101,13 |
| 8                                    | Rin Nitaya       | 154,28      | 10 | 49,73 | 5  | 104,55 |
| 9                                    | Emiri Nagata     | 151,34      | 9  | 49,89 | 7  | 101,45 |
| 10                                   | Kokoro Iwamoto   | 143,02      | 8  | 50,27 | 10 | 92,75  |
| 11                                   | Saya Suzuki      | 140,16      | 11 | 47,99 | 11 | 92,17  |
| 12                                   | Yukino Fuji      | 136,47      | 17 | 45,19 | 12 | 91,28  |
| 13                                   | Hina Takeno      | 133,46      | 12 | 47,35 | 13 | 86,11  |
| 14                                   | Yuka Kito        | 131,66      | 14 | 46,38 | 14 | 85,28  |
| 15                                   | Tomoe Kawabata   | 127,20      | 13 | 47,09 | 15 | 80,11  |
| 16                                   | Misaki Morishita | 123,05      | 15 | 46,29 | 17 | 76,76  |
| 17                                   | Mina Taniguchi   | 120,72      | 20 | 43,87 | 16 | 78,21  |
| 18                                   | Riko Ohashi      | 118,90      | 19 | 43,99 | 19 | 74,91  |
| 19                                   | Hina Takeno      | 117,55      | 23 | 41,73 | 18 | 75,82  |
| 20                                   | Ibuki Sato       | 113,64      | 18 | 44,33 | 21 | 69,31  |
| 21                                   | Rika Oya         | 111,73      | 16 | 45,22 | 23 | 66,51  |
| 22                                   | Miyu Nishizaka   | 111,45      | 20 | 43,87 | 22 | 67,58  |
| 23                                   | Hina Yamanaka    | 111,20      | 24 | 41,61 | 20 | 69,59  |
| 24                                   | Fuka Shimizu     | 102,65      | 22 | 42,47 | 24 | 60,18  |
| Nie awansowały do programu dowolnego |                  |             |    |       |    |        |
| 25                                   | Ayane Yokoi      | NQ          | 25 | 41,37 | NQ | NQ     |
| 26                                   | Yuhana Yokoi     | NQ          | 26 | 41,27 | NQ | NQ     |
| 27                                   | Yuna Shiraiwa    | NQ          | 27 | 40,07 | NQ | NQ     |
| 28                                   | Moene Kasai      | NQ          | 28 | 39,33 | NQ | NQ     |
| 29                                   | Momoka Sumi      | NQ          | 29 | 39,12 | NQ | NQ     |
| 30                                   | Rinka Watanabe   | NQ          | 30 | 38,83 | NQ | NQ     |
| 31                                   | Reia Funasako    | NQ          | 31 | 34,87 | NQ | NQ     |
| 32                                   | Reimi Tsuboi     | NQ          | 32 | 34,41 | NQ | NQ     |

#### Pary sportowe
| Poz. | Zawodnicy                         | Nota łączna | SP | SP    | FS | FS    |
| ---- | --------------------------------- | ----------- | -- | ----- | -- | ----- |
| 1    | Ami Koga / Francis Boudreau-Audet | 127,26      | 1  | 42,30 | 1  | 84,96 |

#### Pary taneczne
| Poz. | Zawodnicy                        | Nota łączna | SD | SD    | FD | FD    |
| ---- | -------------------------------- | ----------- | -- | ----- | -- | ----- |
| 1    | Rikako Fukase / Aru Tateno       | 85,94       | 1  | 34,26 | 1  | 51,68 |
| 2    | Ayumi Takanami / Daiki Shimazaki | 51,30       | 2  | 22,16 | 2  | 29,14 |